# Stargardischer Kreis

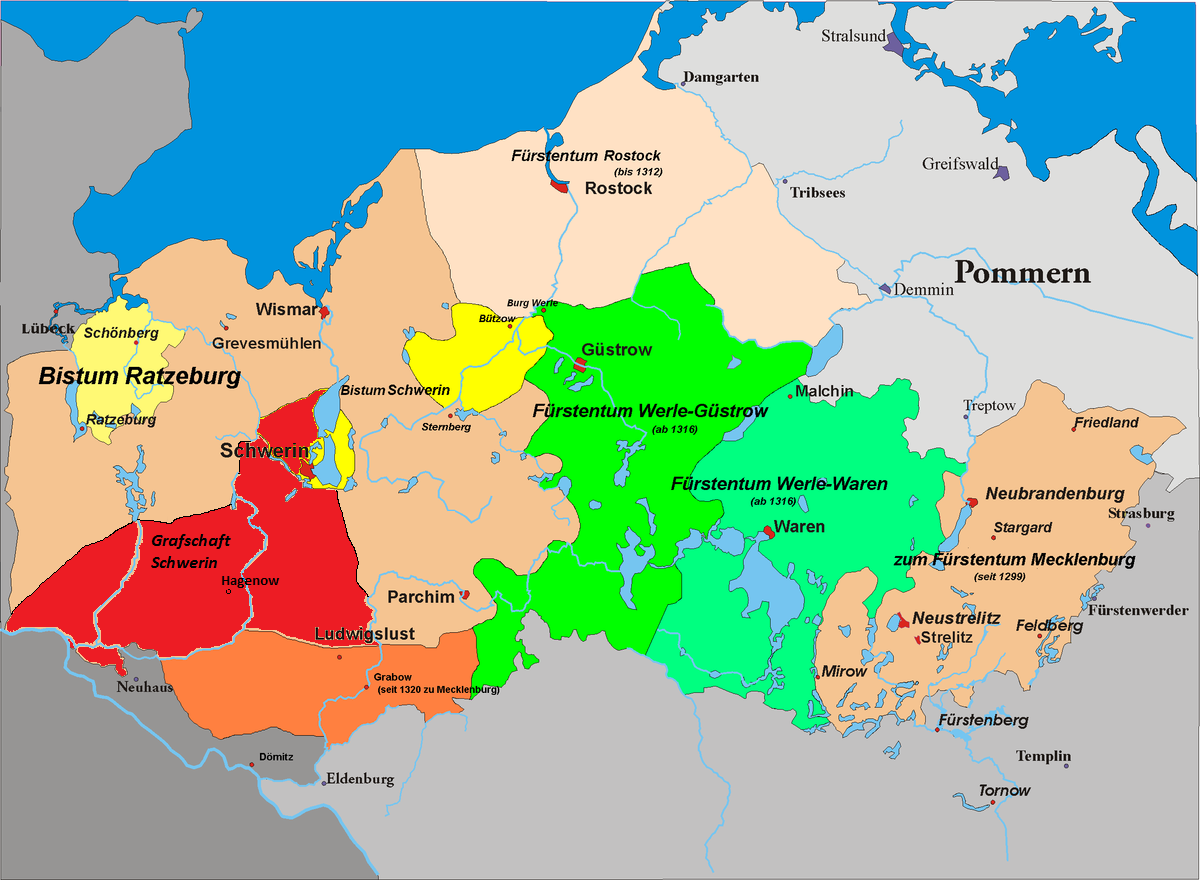
Mecklenburg um 1300

Der Stargardische Kreis war einer der drei konstitutiven Kreise der Landstände des (Groß-)Herzogtums Mecklenburg und erhielt seinen Namen nach der Herrschaft Stargard. Die anderen Kreise waren der Mecklenburgische Kreis und der Wendische Kreis.
Zur Ausübung ständischer Selbstverwaltung waren die Gesamtstände als Ritter- und Landschaft in die drei Kreise eingeteilt. Diese bilden das mittelalterliche staatsrechtliche Urgestein Mecklenburgs ab. Seit der Einigung Mecklenburgs unter Heinrich IV. dem Dicken 1471 versammelten sich die jeweiligen Stände der drei Teilherrschaften Mecklenburg (Mecklenburgischer Kreis), Herrschaft Werle (Wendischer Kreis) und Herrschaft Stargard (Stargardischer Kreis) zunehmend zu gemeinsamen Landtagen. Später bildete der Mecklenburgische Kreis das (Teil-)Herzogtum Mecklenburg-Schwerin und der Wendische und der Stargardische Kreis das (Teil-)Herzogtum Mecklenburg-Güstrow. Mit dem Hamburger Vergleich (1701) wurde das (Teil-)Herzogtum Mecklenburg-Güstrow wertmäßig aufgeteilt. Der Wendische Kreis kam an Mecklenburg-Schwerin. Aus dem Stargardischen Kreis, den Komtureien Mirow und Nemerow und dem sowohl geographisch entfernten als auch staatsrechtlich andersartigen Fürstentum Ratzeburg entstand das neue (Teil-)Herzogtum Mecklenburg-Strelitz.
Der Stargardsche Kreis umfasste die Herrschaft Stargard, allerdings mit Ausnahme der bereits im Spätmittelalter an Brandenburg verloren gegangenen Distrikte von Lychen und Himmelpfort. Diese waren durch Vertrag von Kremmen 1236 von Pommern an die Brandenburger Markgrafen und von diesen 1302 an Mecklenburg gekommen, fielen jedoch 1442 durch den Wittstocker Frieden endgültig an Brandenburg.
Zum Stargardischen Kreis gehörten sieben Städte:
- Neubrandenburg
- Friedland
- Woldegk
- Stargard
- Strelitz
- Wesenberg
- Fürstenberg.

Im Stargardischen Kreis lagen neben dem Kabinettsamt zuletzt vier Domänenämter (DA):
- Amt Broda (um 1800 aufgelöst)
- Amt Bergfeld (um 1800 aufgelöst)
- Amt Feldberg
- Amt Klein Nemerow (um 1800 aufgelöst)
- Amt Mirow
- Amt Sponholz (um 1800 aufgelöst)
- Amt Stargard
- Amt Strelitz
- Amt Wanzka (um 1800 aufgelöst),

der Amtsbezirk Fürstenberg, sowie drei Ritterschaftliche Ämter (RA):
- Amt Stargard
- Amt Strelitz
- Amt Fürstenberg.

Jeder Kreis hatte eine Vorderstadt mit Vertretungsfunktion für alle Städte des Kreises. Für den Stargardischen Kreis war dies Neubrandenburg. Neustrelitz, die Residenzstadt als fürstliche Hauptresidenz des Teilherzogtums Mecklenburg-Strelitz, blieb lange Teil des Domaniums ohne Kommunalautonomie und hatte keine Landstandsfähigkeit.
Die Kreise bildeten seit der Union der Landstände von 1523 den Rahmen für die landständische Organisation in der Verfassung des mecklenburgischen Staates, die im Landesgrundgesetzlichen Erbvergleich 1755 bestätigt wurde und bis 1918 in Geltung stand. Da im Fürstentum Ratzeburg als säkularisiertem Kirchengut keine Landstände bestanden, war der Stargardische Kreis die Vertretung von Mecklenburg-Strelitz in der landständischen Verfassung. Er stellte einen der insgesamt acht ständischen Landräte.
Das erbliche Amt des (Erb-)Landmarschalls des Stargardischen Kreises, seit dem Mittelalter mit dem Gutsbesitz von Pleetz bei Friedland verbunden, hatte seit 1496 bis zum Ende der Monarchie die Familie von Hahn inne. Mit der Amtsführung wurden wiederholt Vizelandmarschälle aus anderen Adelsgeschlechtern beauftragt.